# Vibone vetusta
Vibone vetusta is een hooiwagen uit de familie Neopilionidae.